# Mammillaria boelderliana
Mammillaria boelderliana là một loài thực vật có hoa trong họ Cactaceae. Loài này được Wohlschl. mô tả khoa học đầu tiên năm 1988.